# Drive Alive
「Drive Alive」（ドライブ・アライブ）は、男性4人組ダンスユニットLeadが2007年3月14日に発売した12枚目のシングルである。

## 概要
初回限定盤（CD+DVD）と通常盤（CDのみ）の2形態で発売。ともにジャケットが異なる。
封入特典は初回限定盤が握手会（3月18日 Zepp Tokyo）参加券、通常盤がLeadオリジナル生写真1枚（全5種）。

## 収録曲

### CD
1. Drive Alive
（作詞：Lisa / 作曲：イイジマケン、華原大輔 / 編曲：Y.T.H.）
日本テレビ系『歌スタ!!』3月の“お題歌”
2. GET DIZZY
（作詞：kikko / 作曲、編曲：本山清治）
3. Love & Everything
（作詞：H.U.B / 作曲、編曲：FLYING GRIND）
4. Drive Alive <instrumental>

### DVD
※初回限定盤のみ
1. Drive Alive (PV)
2. オフショット映像